# Кортикальна мініколонка
Кортика́льна мініколо́нка (англ. cortical minicolumn) — це вертикальна колонка, що проходить крізь шари кори головного мозку. Нейрони в межах мініколонки «отримують спільні входи, мають спільні виходи, є взаємозв'язаними, і цілком можуть становити фундаментальну обчислювальну одиницю кори головного мозку». Мініколонки складаються з приблизно 80—120 нейронів, крім первинної зорової кори приматів (V1), де їхнє число зазвичай є більш ніж вдвічі більшим. Людина має близько 2×108 мініколонок. За підрахунками, діаметр мініколонки становить близько 28—40 мкм.[джерело?] Мініколонки виростають в ембріоні з прогеніторних клітин, і містять нейрони в межах декількох шарів (2—6) кори.
Існування мініколонок підтримує багато джерел, особливо Маунткасл, включно з переконливими свідченнями, перевіреними Буксгевденом та Казановою, які роблять висновок, що «… мініколонку слід розглядати як сильну модель влаштування кори» та що «[мініколонка є] найосновнішим та найпослідовнішим шаблоном, за яким нова кора впорядковує свої нейрони, провідні шляхи та внутрішні схеми».
Кортикальні мініколонки також можуть називати кортика́льними мікроколо́нками (англ. cortical microcolumns). Всі клітини в 50-мікрометровій мініколонці мають спільне рецептивне поле; суміжні мініколонки можуть мати відмінні поля.

## Число нейронів
Оцінки числа нейронів у мініколонці коливаються в межах 80—100 нейронів.
Джонс описує низку спостережень, які можна інтерпретувати як міні- чи мікроколонки, і наводить приклади чисел від 11 до 142 нейронів на мініколонку.

## Число мініколонок
Оцінки числа нейронів у корі та новій корі становлять порядку 2×1010. Більшість (можливо, 90 %[джерело?]) нейронів кори є нейронами нової кори.
Йоганссон та Ланснер використовують оцінку в 2×1010 нейронів у новій корі та оцінку в 100 нейронів на мініколонку, даючи оцінку в 2×108 мініколонок.
Спорнс та ін. дають оцінку в 2×107—2×108 мініколонок без виведення.[джерело?]

## Розмір
Мініколонки мають розмір порядку 40—50 мкм поперечного діаметру; 35—60 мкм; 50 мкм з проміжками 80 мкм, або 30 мкм з 50 мкм. Більші розміри можуть належати не людським мініколонкам, наприклад, мініколонки V1 макаки мають діаметр 31 мкм зі 142 пірамідними клітинами — 1270 колонок на мм2. Так само, V1 кішки має набагато більші мініколонки, ~56 мкм.
Цей розмір також може бути обчислено з огляду на площу. Якщо кора (обох півкуль) має 1.27×1011 мкм2, то якщо в новій корі є 2×108 мініколонок, то кожна має 635 мкм2, що дає діаметр у 28 мкм (якщо площу кори подвоїти до широко цитованого значення, то він зросте до 40 мкм). Йоганссон та Ланснер роблять подібне обчислення, й отримують 36 мкм (стор. 51, крайній параграф).
Низхідні аксони з мініколонок мають ≈10 мкм в діаметрі, є подібними за періодичністю та густиною до тих, що в корі, але не обов'язково збігаються з ними.